# Íñigo Cuesta
Íñigo Cuesta López de Castro (nascido em 2 de junho de 1969, em Villarcayo de Merindad de Castilla la Vieja) é um ex-ciclista profissional espanhol. Tornou-se profissional no ano de 1994.